# Manizales

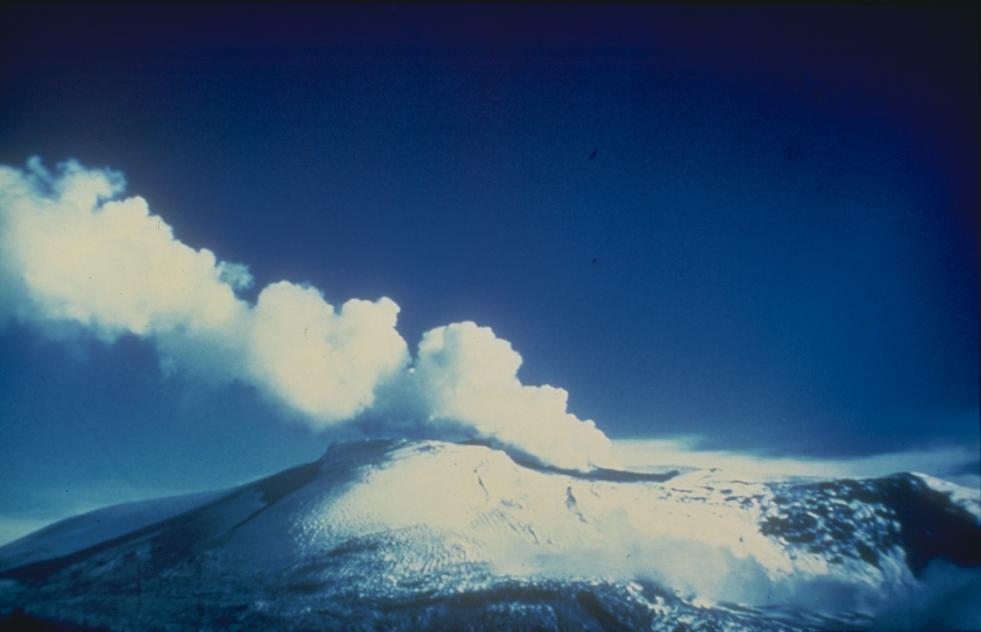
vulcão Nevado del Ruiz

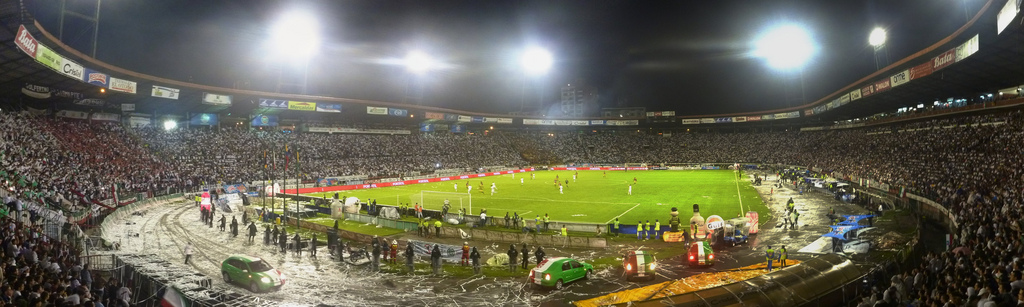
Estádio Palogrande

Manizales é uma cidade localizada no centro ocidental da Colômbia, capital do departamento de Caldas, com uma população aproximada de 400 mil habitantes. Situa-se a 2 153 metros de altitude, na chamada Zona Cafetera, próxima ao vulcão Nevado del Ruiz.
É reconhecida na Colômbia como importante centro cultural e universitário, conta com campi de sete universidades, entre elas a Universidade Nacional da Colômbia, Universidade de Caldas, Uniremington e a Universidade de Manizales.
É conhecida também como a "capital mundial do café", cuja festa se realiza anualmente durante as primeiras semanas de janeiro, coincidindo com a Feria de Manizales, uma das mais antigas das Américas e que inaugura a temporada internacional de touradas. Durante a Feria há também espetáculos de danças típicas e concursos de beleza.
A cidade é também a sede do clube de futebol Once Caldas, que venceu Copa Libertadores da América de 2004.